# Orlando López (Musiker)

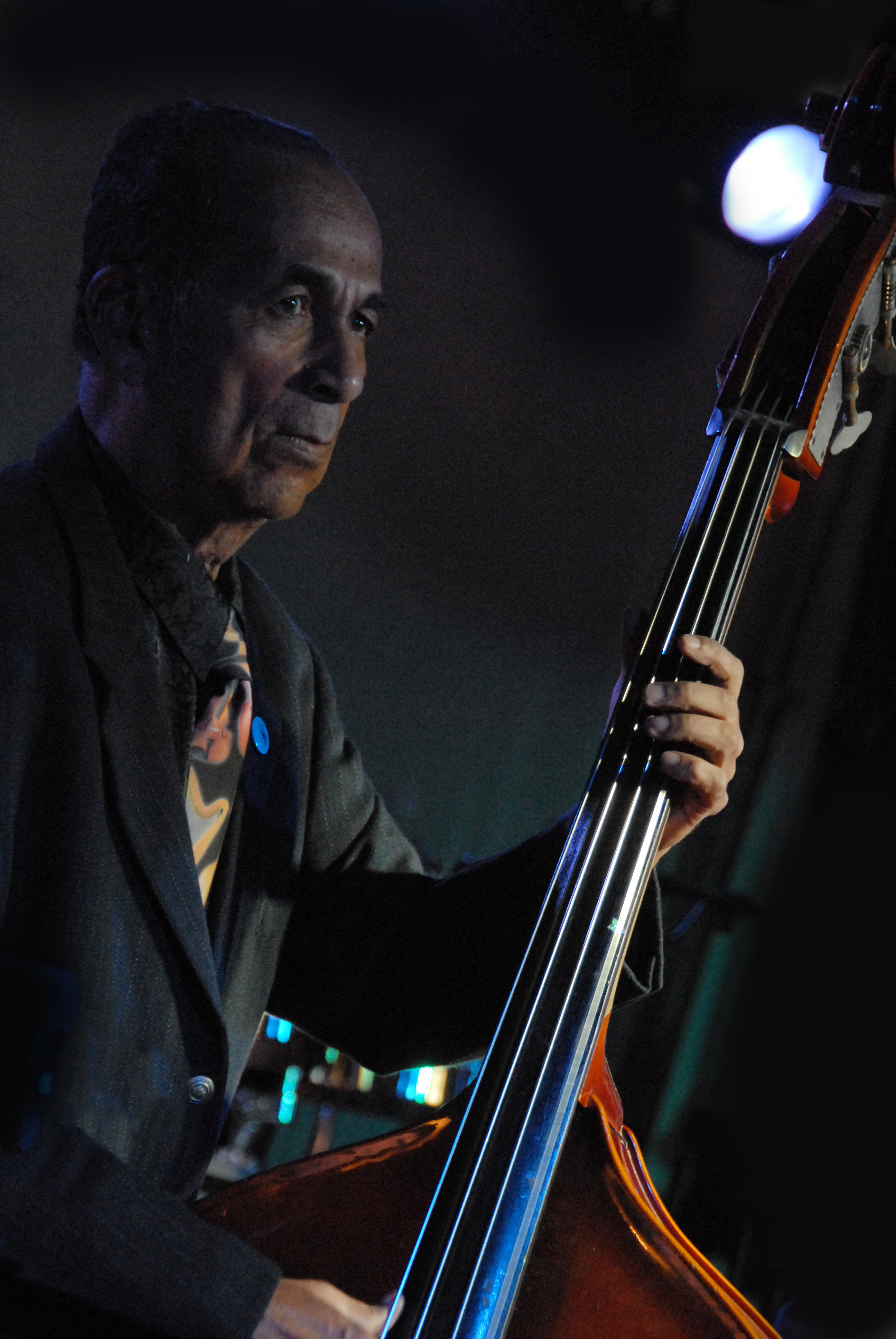
Orlando López, 2006

Candelario Orlando López Vergara (* 2. Februar 1933 in Havanna, Kuba; † 9. Februar 2009 ebenda) war ein kubanischer Kontrabassist.

## Leben
Orlando „Cachaíto“ López stammte aus einer Musikerfamilie, darunter mindestens 30 Bassisten. Sein Vater Orestes López, Musiker und Komponist, und sein Onkel Israel „Cachao“ López galten zusammen als bedeutendste Musiker Kubas und als Begründer des Mambo und Impulsgeber der Salsa-Musik. Sein Spitzname Cachaíto war abgeleitet vom Namen seines Onkels und bedeutet „Der kleine Cachao“. 1952 spielte er in der Band „Bambú“, ab 1957 in der bekannten Big Band „Riverside“. Ab 1960 spielte er für das „National Symphony“, parallel erhielt er Unterricht von dem tschechischen Bassisten Karel Kopřiva.
„Cachaíto“ erlangte als Bassist und Gründungsmitglied der Band Buena Vista Social Club weltweite Popularität, sowie im Folgenden durch das von Ry Cooder produzierte Album „Buena Vista Social Club“ – Grammy 1999 – und Wim Wenders’ Oscar-nominierten gleichnamigen Film. Er war auch ein bekannter Solist. 2002 erhielt er für sein Debütalbum „Cachaito“ den „BBC Radio 3 Award for World Music“.
López starb 2009, wenige Tage nach seinem 76. Geburtstag, in einem Krankenhaus seiner Heimatstadt Havanna an den Komplikationen in Verbindung mit seiner Bauchspeicheldrüsenkrebserkrankung.

## Diskografie
- Cachaíto (9. April 2001, World Circuit Records, featuring Manuel 'Angá' Diaz (Congas), Pee Wee Ellis (Horn), Bigga Morrison (Hammondorgel), Manuel Galban (Gitarre) und Hugh Masekela (Flügelhorn))
  1. Siempre Con Swing (intro)
  2. Redencion
  3. Mis Dos Pequenas
  4. A Gozer el Tumbaq
  5. Cachaito in Laboratory
  6. Tumbao No. 5
  7. Conversacion
  8. Tumbanga
  9. Oracion Lucumi
  10. Wahira
  11. Anais
  12. La Negra
- Buena Vista Social Club, (9. Juni 1997, World Circuit Records)
  1. Chan Chan
  2. De Camino A La Vereda
  3. El Cuarto De Tula
  4. Pueblo Nuevo
  5. Dos Gardenias
  6. Y Tu Que Has Hecho
  7. Veinte Anos
  8. El Carretero
  9. Candela
  10. Amor De Loca Juventud
  11. Orgullecida
  12. Murmullo
  13. Buena Vista Social Club
  14. La Bayamesa